# Tolima
Tolima – departament Kolumbii. Leży w centralno-zachodniej części kraju. Jego stolicą jest miasto Ibagué.  Departament Tolima został utworzony w 1861 roku z części departamentu Cundinamarca.

## Gminy

Gminy departamentu Tolima

1. Alpujarra
2. Alvarado
3. Ambalema
4. Anzoátegui
5. Armero
6. Ataco
7. Cajamarca
8. Carmen de Apicalá
9. Casabianca
10. Chaparral
11. Coello
12. Coyaima
13. Cunday
14. Dolores
15. El Espinal
16. Falán
17. Flandes
18. Fresno
19. Guamo
20. Herveo
21. Honda
22. Ibagué
23. Icononzo
24. Lérida
25. Líbano
26. Mariquita
27. Melgar
28. Murillo
29. Natagaima
30. Ortega
31. Palocabildo
32. Piedras
33. Planadas
34. Prado
35. Purificación
36. Rioblanco
37. Roncesvalles
38. Rovira
39. Saldaña
40. San Antonio
41. San Luis
42. Santa Isabel
43. Suárez
44. Valle de San Juan
45. Venadillo
46. Villahermosa
47. Villarica